# إبراهيم الجوهري

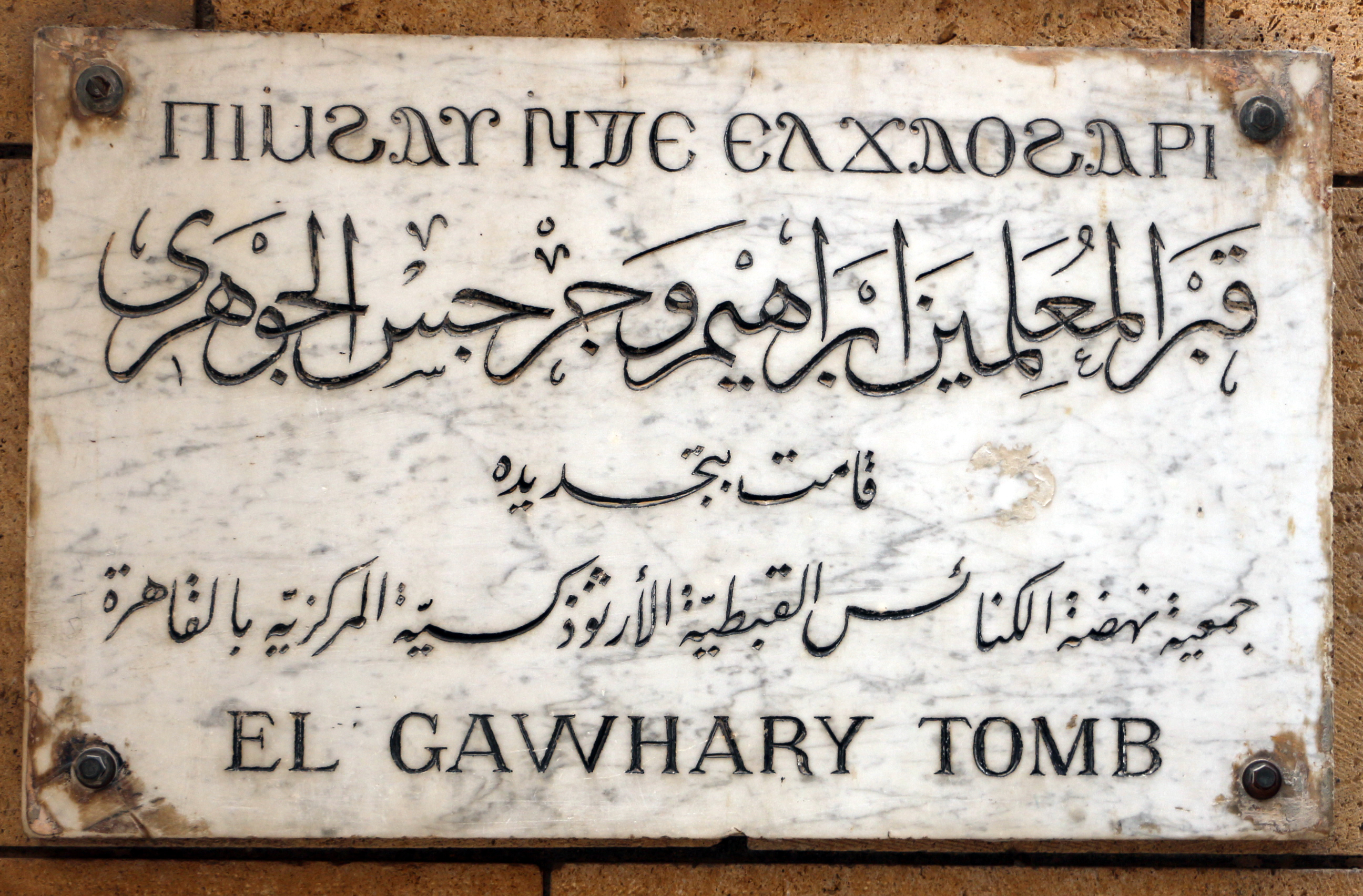

إبراهيم الجوهري قبطي مشهور كان رئيس وزراء مصر خلال النصف الثاني من القرن الثامن عشر.

## نشأتة
نشأ في القرن الثامن عشر للميلاد، ولد لأبوين فقيرين. وكان اسم والده يوسف جوهري، وكان صناعته الحياكة في بلدة «قليوب». ربياه التربية الدينية في كُتَّاب البلدة، فتعلَّم الكتابة والحساب وأتقنهما، واشتهر منذ حداثته بنسخ الكتب الدينية، وتقديمها إلى الكنائس على نفقته الخاصة. وكان يأتي بما ينسخه من الكتب إلى البابا يوحنا السادس عشر والبطريرك السابع بعد المائة، الذي تولى الكرسي من سنة 1486 إلى 1512 للشهداء (1769 ـ 1796م). وقد لفتت أنظار هذا البابا كثرة الكتب التي قدمها إبراهيم الجوهري وكثرة ما تكبده من النفقات في نسخها وتجليدها، فاستفسر منه عن موارده، فكشف له إبراهيم عن حاله، فَسُرَّ البابا من غيرته وتقواه، وقرَّبه إليه وباركه قائلاً: «ليرفع الرب اسمك ويبارك عملك، وليقم ذكراك إلى الأبد». وتوثقت العلاقات بعد ذلك بينه وبين البابا.

## وظيفة
والتحق إبراهيم في بدء أمره بوظيفة كاتب لأحد أمراء المماليك، ثم توسط البابا لدى المعلم رزق رئيس الكتَّاب وقتئذ، فاتخذه كاتباً خاصاً له واستمر في هذه الوظيفة إلى آخر أيام على بك الكبير الذي ألحقه بخدمته. ولما تولى [محمد بك أبو الذهب] مشيخة البلاد، اعتزل المعلم رزق رئاسة الديوان وحلَّ محله المعلم إبراهيم، فسطع نجمه من هذا الحين. وكان من عادة المماليك اتخاذ معاونين من المسيحيين حيث عاش المسيحيون في عهدهم في تميز عن المسلمين مثلما عاشوا أيام حكم الفاطميين الشيعة لمصر.

## رئاسة الوزارة
لمَّا مات أبو الذهب وخلفه في مشيخة البلاد إبراهيم بك، تقلد المعلم إبراهيم رئاسة كتَّاب القطر المصري وهى أسمى الوظائف الحكومية في ذاك العصر وتعادل رتبة رئاسة الوزارة.
وكان إبراهيم بك ومراد بك أمير الحج قد عصيا على الأسيتانة ولم يعترفا بالباشا الذي ارسله السلطان العثماني وحكما مصر فأرسل السلطان جيشاً بقيادة حسن باشا قفطان (قبطان) سنة 1199 هـ فقاتل كل من إبراهيم بك ومراد بك وانهزما منه فهربا إلى الصعيد وهرب معهما إبراهيم جوهرى وبعض الأمراء والكتاب ودخل حسن باشا إلى القاهرة، وأرسل يطلب من قاضي القضاة، إحصاء ما أوقفه المعلم إبراهيم الجوهري عظيم الأقباط على الكنائس والأديرة من أطيان وأملاك وغير ذلك. واختفت زوجة المعلم إبراهيم الجوهري في بيت أحد المسلمين. وعرف حسن باشا مكان اختفائها، فأجبرها على الاعتراف بأماكن مقتنياتهم، فأخرجوا منها أمتعة وأواني ذهب وفضة وسروج وغيرها وبيعت بأثمان عالية ودلَّ بعضهم على مسكن يوسف ابن المعلم إبراهيم فصعدوا إليه واخرجوا كل ما فيه من المفروشات وأثمن الآواني والأدوات وأتوا بها إلى حسن باشا فباعها بالمزاد وقد استغرق بيعها عدة أيام لكثرتها. واستمر حسن باشا إلى أن اُستُدعيَّ إلى الاستانة، فغادر وبعد فترة عاد إبراهيم بك ومراد بك إلى منصبيهما ودخلا القاهرة في 7 أغسطس سنة 1791م، وعاد المعلم إبراهيم الجوهري واستأنف عمله وعادت إليه سلطته ووظيفته، ولكنه لم يستمر أكثر من أربع سنوات.

## أسرته
تزوج المعلم إبراهيم من امرأة شجعته على تعمير الكنائس. ورزق منها بولد اسمه يوسف، وابنة اسمها دميانة. وكان يقطن بجهة قنطرة الدكة. ولمَّا ترعرع ابنه، عزم على تأهيله فأعدَّ له داراً خاصة به، جهزها بأفخر المفروشات وأثمن الأواني والأدوات، واستعدَّ لحفلة الزفاف، ولكنه مات قبل زواجه، فحزن عليه والداه حزناً شديداً، وأغلق المعلم إبراهيم الدار التي جهزها له.
كان لوفاة هذا الابن الوحيد، أثر كبير في نفس إبراهيم وزوجته، فازداد رغبة في مساعدة الأرامل واليتامى والمساكين، وتعزية الحزانى والمنكوبين، وقيل انه رأى القديس أنطونيوس في الوقت ذاته له وعزَّاه وشجعه. ولما استيقظت الزوجة توجهت إلى زوجها، وقصت عليه الرؤيا، فأجابها بأنه رأى نفس الرؤيا في هذه الليلة، فسلَّما الأمر لله، واستبدلا لباس الحداد باللباس العادي، وامتلأ قلباهما عزاء وشاركته زوجته في جميع أعماله الخيرية وصدقاته، حتى يوم وفاته.

## سلطان الأقباط
أطلق عليه الناس لقب سلطان الأقباط كما دل على ذلك نقش قديم على حجاب أحد هياكل كنائس دير الأنبا بولا بالجبل الشرقي، والكتابة المدونة على القطمارس المحفوظ في هذا الدير أيضاً.
قال عنه الجبرتي المؤرِّخ الشهير: «إنه أدرك بمصر من العظمة ونفاذ الكلمة وعظمة الصيت والشهرة ـ مع طول المدة ـ ما لم يسبق لمثله من أبناء جنسه، وكان هو المشار إليه في الكليات والجزئيات، وكان من ساسة العالم ودهاتهم، لا يغرب عن ذهنه شيء من دقائق الأمور، ويدارى كل إنسان بما يليق به من المداراة، ويفعل ما يوجِب انجذاب القلوب والمحبة إليه وعند حلول شهر رمضان كان يُرسل إلى أرباب المظاهر ومن دونهم الشموع والهدايا. وعُمِّرت في أيامه الكنائس والأديرة وأوقف عليها الأوقاف الجليلة والأطيان، ورتَّب لها المرتبات العظيمة والأرزاق المستديمة والغلال».
وقال عنه الأنبا يوساب الشهير بابن الأبحّ أسقف جرجا وأخميم: «أنه كان من أكابر أهل زمانه وكان محباً لله يوزع كل ما يقتنيه على الفقراء والمساكين، مهتماً بعمارة الكنائس. وكان محباً لكافة الطوائف. يُسالم الكل ويحب الجميع ويقضي حوائج الكافة ولا يميز واحداً عن الآخر في قضاء الحق».

## أهم أعماله
اشتهر المعلم إبراهيم الجوهرى بحبه الشديد لتعمير الكنائس والأديرة ومن أمثله ذلك أشياء كثيره منها:
- تمكَّن من استصدار الفتاوى الشرعية بالسماح للأقباط بإعادة ما تهدم من الكنائس والأديرة، وأوقف الأملاك الكثيرة والأراضى والأموال لإصلاح ما خرب منها وقد بلغت حجج تلك الأملاك 238 حجة مدونة في كشف قديم محفوظ بالدار البطريركية.
- اشتهر بنسخ الكتب الثمينة النادرة، واهدائها لجميع الكنائس والأديرة، فلا تخلو كنيسة من كتبه وآثاره.
- أول من سعى في إقامة الكنيسة الكبرى بالأزبكية، وكان مُحرَّماً على الأقباط في الأزمنة الغابرة أن يشيِّدوا كنائس جديدة أو يقوموا بإصلاح القديم منها، إلا بإذن من الهيئة الحاكمة، فاتفق أن إحدى الأميرات قَدُمَت من الاستانة إلى مصر لقضاء مناسك الحج، فباشر المعلم إبراهيم بنفسه أداء الخدمات اللائقة بمقام هذه الأميرة، وأدى لها الواجبات اللازمة لراحتها وقدَّم لها هدايا نفيسة، فأرادت مكافأته وإظهار اسمه لدى السلطان فالتمس منها السعي لإصدار فرمان سلطاني بالترخيص له ببناء كنيسة بالأزبكية، حيث يوجد محل سكنه، وقدم لها بعض طلبات أخرى خاصة بالأقباط والإكليروس فأصدر السُّلطان أمراً بذلك. ولكن عاجلته المنيَّة قبل الشروع في بناء الكنيسة، فأتمها أخوه المعلم جرجس الجوهري.
- لكي لا تتغير مواعيد الصلاة بكنيسة العذراء الكبرى بحارة زويلة لعامة الشعب، قام بإنشاء كنيسة صغرى برسم الشهيد مرقوريوس أبي سيفين بجوارها، حتى يتمكن موظفو الحكومة من حضور القداس معه فيها، بما يتفق مع مواعيد العمل في مصالحهم وقام بتجهيز أصناف الميرون ومواده على حسابه الخاص، وأرسلها بصحبه أخيه المعلم جرجس لغبطة البابا البطريرك بالقلاية العامرة.
- سنة 1499 ش (1783م). بَنى السور البحري جميعه وحفر ساقية لدير كوكب البرية القديس أنطونيوس بعد أن أهتم ببناء هذا السور من القبلي والغربي في سنة 1498، ويعرف إلى الآن باسم سور الجوهري.
- قام أيضاً بتجديد مباني كنيسة العذراء المغيثة بحارة الروم في سنة 1508 ش (1792م) وشيَّد كنيسة أبي سيفين بدير أنبا بولا في الجبل الشرقي، وشيَّد بدير البرامـوس كنيسـة أنبا أبللـو وأنبا أبيـب (ولكنها هُدمت في سنة 1881م لتوسيع كنيسة مار يوحنا) وقصر السـيدة بالبراموس وقصر السيدة بالسريان، وأضاف إلى دير البراموس خارجة من الجهة القبلية، وبنى حولها سوراً وبلغت مساحتها 2400 متراً مربعاً.

وبالاختصار بنى كنائس كثيرة وعمَّر البراري وبنى الأديرة واهتم بالرهبان الساكنين فيها، وفرق القرابين، وأيضاً الشموع والزيت والستور وكتب البِيِعة على كل كنيسة، في أنحاء القطر المصري، ووزع الصدقات على جميع الفقراء والمساكين في كل موضع، واهتم لهم بالطعام والكسوة، وكذا الأرامل واليتامى الذين ليس لهم من يهتم بهم، ورتب لهم في كل شهر ما يقوم بكفياتهم، وذلك حسب ما شهد له به ابن الابحّ في مرثية البابا يوأنس البطريرك (107). وظل على هذه الحال إلى أن مات في يوم الاثنين 25 بشنس سنة 1511ش (31 مايو سنة 1795م) فحزن عليه الجميع كما أسف على وفاته أمير البلاد إبراهيم بك، فسار في جنازته إكراماً له وتقديراً له، ورثاه البابا يوأنس الذي كان يخصه بعظيم محبته وقد دُفِنَ في المقبرة الخاصة التي بناها لنفسه بجوار كنيسة مارجرجس بمصر القديمة.